# 井濟
井濟（16世紀—17世紀），號弘寓，又號虹屿，河南開封府許州襄城縣人，明朝、南明政治人物。

## 生平
井濟於萬曆四十六年（1618年）中舉人，崇禎四年（1631年）成進士，吏部观政，初授鉅野縣知县，六年本省同考，十年行取，十一年考选，歷任刑部四川司主事、户部浙江司主事、兵部职方司、武库司員外郎、武选司郎中、陕西潼關兵备道僉事、陕西提学左参议、廣東督學副使、桂平參議。
隆武元年（1645年）靖江王朱亨嘉在桂林自稱監國，派他催促瞿式耜到桂林，沒有回音；其後永曆帝任命他為工部尚書，但一個月後隨即罷官，後事不詳。

## 家族
祖父井震，廣南知府。父井鳳翥，房山縣令。